# Meconopsis simikotensis
Meconopsis simikotensis är en vallmoväxtart som beskrevs av Grey-wilson. Meconopsis simikotensis ingår i släktet bergvallmor, och familjen vallmoväxter. Inga underarter finns listade i Catalogue of Life.